# نيو دورهام (نيوهامشير)
نيو دورهام (بالإنجليزية: New Durham, New Hampshire)‏ هي بلدة أمريكية تقع في الولايات المتحدة في مقاطعة سترافورد. يقدر عدد سكانها بـ 2,638 نسمة ومساحتها 114.3 كم2 وترتفع عن سطح البحر 166 متر.